# Скосеноосечен стоидвадесетоклетъчник
Скосеноосечения стоидвадесетоклетъчник е еднообразен изпъкнал многоклетъчник. Обшия брой клетки е 1920. Той има 120 пресечени кубоктаедъра, 1200 триъгълни призми и 600 осечени тетраедъра. Той има 7200 върха, 14400 ръба и 9120 стени (2400 триъгълника, 3600 квадрата, 2400 шестоъгълника и 720 десетоъгълника). Връхната фигура е сфеноид.

## Алтернативни имена
- Скосеноосечен стоидвадесетоклетъчник (Норман У. Джонсън)
- Скосеносечен хекатоникосахорон
- Скосеносечен полидодекаедър
- Голям ромбихекатоникосахорон (Акроним srahi)(Джордж Олшевски и Джонтън Бауърс)[1]
- Амбо-012 полидодекаедър (Джон Конуей)